# Східньогалицька локальна залізниця
Східно-Галицька місцева залізниця (нім. Ostgalizische Localbahnen, OGLB) — місцева залізниця, побудована в межах Австрійської імперії загальною протяжністю 339,4 км. Вона складалася з восьми відтинків довжиною від 20 до 70 км, частково з'єднаних між собою. Перший відтинок завдовжки 72 км був відкритий наприкінці листопада 1896 р. Останній відтинок завдовжки 24 км був запущений менше ніж через 2 роки.

## Історія
Загальна довжина місцевих залізниць Східної Галичини поступово збільшувалася. Спочатку, в 1896 році це був один відтинок завдовжки 71,8 км. Через рік там уже було 4 відтинки загальною довжиною 215,6 км, а у грудні 1898 р. функціонували всі 8 ліній завдовжки 339,4 км. У 1898 р. на залізниці був парк з 10 локомотивів, 41 пасажирського вагону та 172 вантажних вагонів. Через 13 років кількість локомотивів збільшилася на 2 — тоді їх кількість зросла до 12.
У перший рік з усіх 8 ліній (1898 р.) послугами Східно-Галицької місцевої залізниці користувалися 163 000 пасажирів. Через 3 роки пасажиропотік збільшився до 313 тисяч. У 1905—1913 рр. залізницею щорічно їздили від 413 до 497 тис. пасажирів. Мандрівники могли використовувати вагони різних стандартів, залежно від своїх фінансових можливостей. Найбагатші клієнти залізниці використовували вагони першого класу, а вагони класу 3 залишалися найменш вимогливим. У 1898—1913 роках у найкращих умовах подорожували не більше 0,5 % пасажирів. У той час у 2-му класі їхали 3,4–5,3 % мандрівників. Найпопулярнішим серед пасажирів був 3-й клас — у цьому класі подорожували 81–94 % пасажирів. Решта 2–13 % складали пасажири, які подорожували згідно військового тарифу. Місцеві залізниці Східної Галичини не експлуатували пасажирські вагони 4 класу.
У 1898 р. Місцеві залізниці перевезли лише 80,6 тис. т вантажів. Наступні роки принесли динамічне зростання вантажоперевезень: зі 137 тис. т (1899) до 223 тис. т (1902 р.) та 312 тис. т (1905). 1906—1910 роки принесли поступове зменшення замовлень на перевезення вантажів — з початкових 279 тис. т. до 198 тис. т. У роки, що передували початку Першої світової війни, перевезення вантажів коливалось у межах 263—270 тис. т на рік.

## Хронологічний перелік залізничних ділянок, відкритих Місцевими залізницями Східної Галичини
- 1896 рік
  - 25 листопада: Тернопіль — Копичинці, довжиною 71,77 км
- 1897 рік
  - 25 січня: Підвисоке — Березовиця-Острів, довжиною 72,28 км
  - 1 червня: Галич — Підвисоке, довжиною 29,27 км
  - 29 листопада: Ходорів — Підвисоке завдовжки 42,25 км
- 1898 рік
  - 15 листопада
    - Біла-Чортківська — Заліщики, завдовжки 51,23 км
    - Вигнанка — Тересин — Скала-Подільська, довжиною 42,58 км
    - Тересин — Борщів, довжиною 6,23 км

  - 1 грудня: Борщів — Іване Пусте, довжиною 23,73 км.